# Radisson (stacja metra)
Radisson – stacja metra w Montrealu, położona na linii zielonej. Obsługiwana przez Société de transport de Montréal (STM). Znajduje się w Saint-Jean-de-Dieu, w dzielnicy Mercier–Hochelaga-Maisonneuve.